# 小林みちる
小林 みちる（こばやし みちる、1992年 -）は、日本のAV女優。
血液型:O型。身長:150cm。スリーサイズ:B85・W58・H80。

上記の他に、優希みく、優木みく、あきえなどの名義での出演作品がある。
なお、優木みく（綾那優）とは別人である。

## 略歴・人物
2011年1月にAVデビュー。
趣味は、買い物。

## 出演作品

### アダルトビデオ
2011年
- 私をレンタルOK！ ＃01（1月25日、プレステージ）
- ジュポニカ学習帳 VOL.4（2月4日、映天）
- とりあえずパンティー見せて下さい ついでにベロフェラもして下さい（2月4日、映天）
- 修学旅行生 6（2月5日、SODクリエイト）
- ジュポニカ学習帳 VOL.5（3月4日、映天）
- 生中出し女子校生 EVOLUTION 4時間 4（3月11日、BAZOOKA）
- あいつのヤリ部屋公開します! 2（3月23日、プレステージ）
- 合コン 絶対やれると噂の合コンサイトに登録し、ガチの女子大生と乱交パーティー執行！（3月25日、S級素人）
- S-kawaii* 05 小林みちる（3月25日、kawaii*）
- 二人目 いいなり少女、独り占め。（4月5日、プレステージ）
- INSTANT LOVE 30（4月8日、クリスタル映像）
- ママの看病中に無防備パンチラ!恥ずかしがりながらママにナイショで見せつけはじめる女子校生（4月19日、イエロー）
- 問題:久しぶりに帰省したら可愛く成長していた姪っ子が「一緒にお風呂入ろうよ」と無邪気に裸で誘ってきました。リビングには親戚一同が宴会を続けています。こんな時どうすればいい！？ 2（4月21日、ナチュラルハイ）
- 乳もみ！おっぱい占い（4月21日、ROCKET）
- セクシーモデルとグルになって偽アイドルオーディションキャラバンを開催！グループ面接で信じられないエロアピールをするセクシーモデルを目撃した女子は、合格したい一心で戸惑いつつも必死でエロアピールに参加? 「できるよね?」「できないの?」「みんなやってるよ」（4月21日、Hunter）
- 素人投稿女子 3（5月2日、プレステージ）
- あきえ（5月13日、無垢）
- 母娘陵辱 娘をかばって犯される母と、母の身代わりに弄ばれる娘 小林みちる 矢吹涼華（5月19日、ヒビノ）
- アイドル歴7年がついに、ね。（5月27日、BALTAN）
- いいなり女子校生 みちる（6月13日、隼エージェンシー）
- 見つめられながらゆっ〜くりしゃぶられたい（6月17日、SEX Agent）
- Ecstasy 美少女悶絶映像集（6月17日、SEX Agent）
- 会員制高級キャバソープ 二輪車限定 巨乳キャバ嬢専門店 MIKU＆NAO（7月1日、GLAY'z）※Blu-ray版同時発売
- アンケート調査を実施、最後の質問項目でHな質問をぶつけ好反応をみせた女子校生とヤッちゃいました!（7月8日、スクープ）
- べろちゅ〜黒スト足コキ2（7月15日、SEX Agent）
- 超・萌フェラ（7月15日、SEX Agent）
- 「ママには言わないで…」ロリ性感オイルマッサージ 10（7月20日、ロータス）
- 町工場で働く汗と油にまみれたクサイおやじのチ○ポも拒めない！本当は美人なのに控えめ女子 2（7月21日、アイエナジー）
- 川上ゆう嬢のレズ専ペニバンソープ（7月22日、アンナと花子）
- フェラコレ2011夏SP（7月25日、隼エージェンシー）
- 素人援交生中出し 114（7月31日、プラム）
- ロリ専科 制服中○生ローションマット責め おっぱい発育少女に膣内受精 みく（8月3日、GLAY'z）
- エッチな優等生 みく（8月7日、GLAY'z IMPACT）
- 女子校生JK巨乳（8月7日、GLAY'z IMPACT）
- フェラチオ上手なJK お口使いの上手な女子校生たち（8月19日、GLAY'z IMPACT）
- べろちゅー寸止め手コキ「願います。」2（8月19日、SEX Agent）
- 惜しげもなく大胆にブルマを見せつけてくるブルチラ女子校生（8月20日、ディープス）
- 子供が幼稚園で一緒の美人ママ友達に『モデルしませんか？』と騙し取材！仕事に育児に追われ欲求が溜まった体は制御不能！先っぽだけの約束が中出しまでされ『えっ？』（8月26日、スクープ）
- JK巨乳ローション 仁科百華 鈴香音色 優希みく 長谷川聖那（9月7日、GLAY'z IMPACT）
- 町工場で働く美人過ぎる女性従業員の過去に何が？ 己の美貌（価値）に全く気付いていない女性工員は、同僚の男達の言う事を何でも素直に聞き入れ油まみれの手や汗臭いチ○コを簡単に受け入れる。（9月8日、Hunter）
- たっぷり顔射セックchu100連発8時間（9月25日、kawaii*）
- キスしながら乳首を責めて手こきして抜いてあげる 巨乳ギャル、ロリギャル、厳選35人の手コキテク満載（11月25日、隼エージェンシー）
- 僕の義理の妹、姉、娘はお口を使ってザーメンを抜いてくれる（11月25日、隼エージェンシー）
- 純真無垢な女子校生みくを好き放題犯る 優希みく（12月19日、GLAY'z IMPACT）

2012年
- 生中出しコギャルDX4時間 7（2月10日、BAZOOKA）
- キスしながら乳首を責めて手こきして抜いてあげる II（2月25日、隼エージェンシー）